# Messergebnis
Das Messergebnis ist der Näherungswert für den wahren Wert der Messgröße, der durch Auswertung der mit einer Messeinrichtung gewonnenen Messwerte berechnet wird.
Das stellt sich nach DIN 1319 so dar:
- Die Messgröße ist die physikalische Größe, der die Messung gilt.

Die dazu erforderliche Messeinrichtung (oder einfach das Messgerät) liefert
- den Messwert als den speziellen Wert der Messgröße.

Er ist als Produkt aus Zahlenwert und Einheit anzugeben.
Ziel jeder Messung ist es, den wahren Wert der Messgröße zu ermitteln. Dazu sind unvermeidliche Messabweichungen herauszurechnen: Bekannte systematische Abweichungen durch Berichtigung; zufällige Abweichungen durch Anwendung statistischer Methoden (Fehlerrechnung).
- Das vollständige Messergebnis ist der nach dem Herausrechnen gewonnene Schätzwert für den wahren Wert einer Messgröße zusammen mit der Messunsicherheit, mit der der Schätzwert angebbar ist.

Bei vielen Messaufgaben ist die interessierende Größe nicht direkt messbar, sondern sie ist aus mehreren messbaren Größen nach einer mathematischen Beziehung zu bestimmen. Die in den Messwerten der einzelnen Größen enthaltenen Abweichungen übertragen sich über die Formel auf das Ergebnis, das somit ebenfalls von einer Messabweichung behaftet ist. Man nennt diesen Vorgang Fehlerfortpflanzung. Um die Abweichung des Ergebnisses bestimmen oder abschätzen zu können, existieren zur Fehlerfortpflanzung Rechenregeln.